# Ahmad Tafazzoli
Ahmad Tafazzoli (persiska: احمد تفضلی), född 1937 i Esfahan, död 1997 i Teheran, professor i antikens iranska kultur och språk vid Teherans universitet.
Ahmad Tafazzoli var en framstående iranist och kännare av klassisk persisk litteratur och forntida iransk historia och språk. Tafazzoli var fakultetsmedlem vid Teherans universitet. Ett av hans främsta vetenskapliga verk är en översikt över Irans antika litteratur.

## Död
I januari 1997 hittades Ahmad Tafazzoli död i Punak, en förort till norra Teheran. Vissa misstänker att iranska regeringen ligger bakom hans död.